# ملعب غوبيلا البلدي
ملعب غوبيلا البلدي هو الملعب الرئيسي لنادي أريناس غوتكسو، ويقع في بلدة غوتكسو. افتتح ملعب غوبيلا في 1925، حيث حل مكان ملعب جوزاليتا القديم. تم تجديده في 2004، وعرف ما بين 1925 و 1948 باسم ملعب إبايوندو.